# Markus Graf
Markus Graf (* 1953 in Zürich) ist ein Schweizer Schauspieler.

## Leben
Graf absolvierte von 1978 bis 1981 eine Schauspielausbildung an der Schauspielakademie Zürich, die er mit einem Schauspieldiplom abschloss. Seit Anfang der 1980er Jahre war er als Theaterschauspieler, mit diversen Festengagements und Gastengagements, an verschiedenen Theatern in Deutschland und der Schweiz tätig.
Er hatte Festengagements am Stadttheater Basel (1982–1983), am Stadttheater Konstanz (1983–1993; dort unter anderem als Danton in Dantons Tod) und am Staatstheater Hannover (1993–2000). Dort trat er unter anderem in Die Räuber (Regie: Armin Petras) und, unter der Regie von Andreas Kriegenburg, in den Uraufführungen der Stücke Fremdes Haus (1995) und Adams Geist (1998) von Dea Loher auf.
Von 2000 bis 2009 war er festes Ensemblemitglied am Hamburger Thalia-Theater, wo er häufig in Inszenierungen von Michael Thalheimer zu sehen war. Er spielte in dessen Theaterarbeiten unter anderem die Rolle von Lilioms Kumpan Fiscur in Liliom (2000), den Hofmarschall von Kalb in Kabale und Liebe, den Schigolch in Lulu (2004–2007), den Richter in Herr Puntila und sein Knecht Matti (2006/2007) und den Geist von Hamlets Vater in Hamlet (2008). 2009 war er dort unter Thalheimers Regie der Soldat in Arthur Schnitzlers Schauspiel Der Reigen.
Ab der Spielzeit 2009/10 gehörte Graf zum Ensemble des Deutschen Theaters in Berlin. Dort spielte er die Rollen Ausrufer/Karl in Woyzeck (2009, Regie: Jette Steckel), wiederum den Richter in Herr Puntila und sein Knecht Matti (2009, Übernahme vom Thalia-Theater), Werbel in Die Nibelungen (2010, Regie: Michael Thalheimer), Jegor in Kinder der Sonne von Maxim Gorki (2010, Regie: Stephan Kimmig) und den Weber Heiber in Die Weber (2011, Regie: Michael Thalheimer).
Graf übernahm auch Rollen im Film und im Fernsehen. Im Kino war er in dem Schweizer Jugendfilm Breakout zu sehen. In dem deutschen Fernsehfilm Ein Job spielte er 2008 an der Seite von Vanessa Redgrave. Er hatte Episodenrollen in den Fernsehserien Großstadtrevier (2007), Doppelter Einsatz (2007), Notruf Hafenkante (2009) und Mord mit Aussicht (2010). In der ARD-Serie Rote Rosen hatte er 2010/11 eine wiederkehrende Serienrolle; er spielte Nikos Saravakos, den dickköpfigen Patriarchen einer griechischen Familie und den Vater der Rollenfigur Carla. Weitere Gastauftritte in seiner Rolle hatte er in den Jahren 2012, 2014, 2018, 2019/20, 2022 und 2023.
Im Schweizer Tatort: Zwei Leben (Erstausstrahlung: September 2017) war Graf der angeblich beim Tsunami in Thailand umgekommene Bauunternehmer Jakob „Jacki“ Conti. Im März 2018 war Graf in der ARD-Serie In aller Freundschaft – Die jungen Ärzte in einer Episodenhauptrolle zu sehen, als Gärtner René Schmidt, der versucht, Maulwürfe vom Klinikgelände zu vertreiben, und sich dabei eine Rauchvergiftung zuzieht.
Er spielte außerdem in mehreren Kurzfilmen.

## Filmografie (Auswahl)
- 2007: Großstadtrevier (Folge: Abgründe)
- 2007: Schuld und Unschuld
- 2007: Breakout
- 2007: Doppelter Einsatz (Folge: Nackte Angst)
- 2008: Ein Job
- 2009: Notruf Hafenkante (Folge: Familiengeheimnisse)
- 2010: Mord mit Aussicht – Sonne, Mord und Sterne
- 2010: Gonger 2 – Das Böse kehrt zurück
- 2010: Kommissar LaBréa (Folge: Mord in der Rue St. Lazare)
- 2010–2011, 2012, 2014, 2018, 2019–2020, 2022, 2023: Rote Rosen
- 2015: Verdacht
- 2017: Tatort – Zwei Leben (Fernsehreihe)
- 2018: In aller Freundschaft – Die jungen Ärzte (Folge: Umlaufbahnen)